# Bolshoi Booze (Prison Break)
Bolshoi Booze este al  11-lea episod din sezonul al 2-lea al serialului de televiziune Prison Break.